# Minamiōsumi
Minamiōsumi (南大隅町?) è una cittadina giapponese della prefettura di Kagoshima.